# Beam of Light
Albums de One Ok Rock
Zeitakubyō
(2007) Kanjō Effect
(2008)
Beam of Light (stylisé BEAM OF LIGHT) est le deuxième album studio du groupe de rock japonais One Ok Rock, publié le 28 mai 2008.

## Liste des titres
| No | Titre                                                                            | Paroles | Musique              | Durée |
| -- | -------------------------------------------------------------------------------- | ------- | -------------------- | ----- |
| 1. | Hitsuzen Maker (必然メーカー)                                                    | Taka    | - Taka - Toru        | 3:30  |
| 2. | Melody Line no Shibouritsu (Melody Lineの死亡率) (Melody Line of Mortality Rate) | Toru    | - Taka - Toru        | 3:44  |
| 3. | 100% (One Hundred Percent)                                                       | Taka    | - Taka - Toru        | 3:06  |
| 4. | Abduction-Interlude                                                              | Taka    | Alex                 | 1:45  |
| 5. | Sansan Dama                                                                      | Taka    | Taka                 | 3:58  |
| 6. | Koubou (光芒 Light Beam)                                                         | Taka    | Taka                 | 3:28  |
| 7. | Crazy Botch                                                                      | Taka    | - Taka - Toru - Alex | 3:54  |
| 8. | Yap                                                                              | Taka    | Taka                 | 2:46  |

## Interprètes
- Takahiro "Taka" Moriuchi : chant
- Tōru Yamashita : guitare rythmique
- Ryota Kohama : basse
- Tomoya Kanki : batterie, percussions
- Alexander "Alex" Reimon Onizawa : guitare solo